# Richard M. Stallman
Richard Matthew Stallman (New York, 16 maart 1953), door hemzelf afgekort tot rms, is een Amerikaanse programmeur die een grote invloed heeft gehad op technische, juridische en sociale aspecten van vrije software.
Stallman is de hoofdontwikkelaar van de teksteditor Emacs en van de C-compiler GCC.
Ook is hij de grondlegger van het principe van vrije software en copyleft, en mede-ontwerper van de GPL- en LGPL-licenties. 
In 1983 startte Stallman het GNU-project, teneinde een compleet besturingssysteem te ontwikkelen dat geheel gebaseerd is op vrije software. Tevens stichtte hij in 1985 de Free Software Foundation, ter ondersteuning van dit project.

## Activiteiten
In juni 1971 werd Stallman, als eerstejaarsstudent van Harvard University, aangenomen als programmeur van het laboratorium voor kunstmatige intelligentie, kortweg AI-lab, van het MIT. Hij raakte bekend in de hackergemeenschap, meestal onder de naam "rms", die hij voor zijn accounts gebruikte. In deze omgeving was het gebruikelijk om programmatuur met broncode te verspreiden. Stallman voerde acties tegen het beschermen van de toegang tot de AI-lab-software en tegen het gebruik van software waar de broncode niet van beschikbaar was, bijvoorbeeld voor een laserprinter die ter plekke gebruikt werd. Zijn ongenoegen verscherpte zich toen mensen van het AI-lab de bedrijven Lisp Machines, Inc. en Symbolics opzetten in een poging geld te verdienen met Lisp-machines die ze op het AI-lab hadden ontwikkeld. Het AI-lab liep hierdoor vrijwel leeg, en de in de bedrijven ontwikkelde programmatuur werd niet vrijgegeven. Dit was in de ogen van Stallman onaanvaardbaar: deze mensen namen hun kennis uit de Lisp-gemeenschap mee zonder er iets voor terug te geven. In 1982 en 1983 probeerde Stallman in zijn eentje het werk van de Symbolics-programmeurs na te maken, om te verhinderen dat het AI-lab door propriëtaire software zou worden beheerst.
In januari 1984 besloot Stallman zich geheel te wijden aan het GNU-project, met als doel een volledig vrij (open source) computerbesturingssysteem (GNU) te maken. Hij nam ontslag bij het MIT, zodat het auteursrecht van zijn werk niet aan het MIT zou behoren.

## Vrije software
Stallman ziet het als zijn missie ervoor te zorgen dat elke gebruiker kan kiezen alleen vrije software te gebruiken (dat wil zeggen, software waarvan de broncode vrijelijk beschikbaar is en die de gebruiker bepaalde rechten garandeert). Dit is voor hem een ernstige morele kwestie. Hij heeft geen huis, auto, tv, vrouw of kinderen. Zo kan hij al zijn aandacht schenken aan het vrij maken van software.
Kern van het GNU-project is de GNU General Public License (kort: GPL), die samen met de gemaakte software wordt verspreid. Deze licentie staat eenieder toe de software te hergebruiken en wijzigen, maar vereist dat wanneer het gewijzigde resultaat openbaar wordt gemaakt, dat ook de broncode daarvan wordt meegeleverd, die moet voldoen aan de voorwaarden van de GPL. Deze laatste eis zorgt dat men spreekt van een virale licentie, omdat de vrije beschikbaarheid en wijzigbaarheid niet alleen voor de huidige versie van de software geldt, maar ook wordt overgedragen op alle toekomstige versies, zelfs als die door anderen gemaakt zijn.
Dit is de belangrijkste tegenstelling tussen de GPL en andere open source-licenties, zoals de BSD-licentie.
De GPL is een veelgebruikte licentie voor vrije software, ook voor software die niet bij het GNU-project hoort. Het is meermalen voorgekomen dat een bedrijf GPL-software in gesloten software wilde omzetten, en dat de Free Software Foundation dat voorkomen heeft door met een rechtszaak te dreigen.

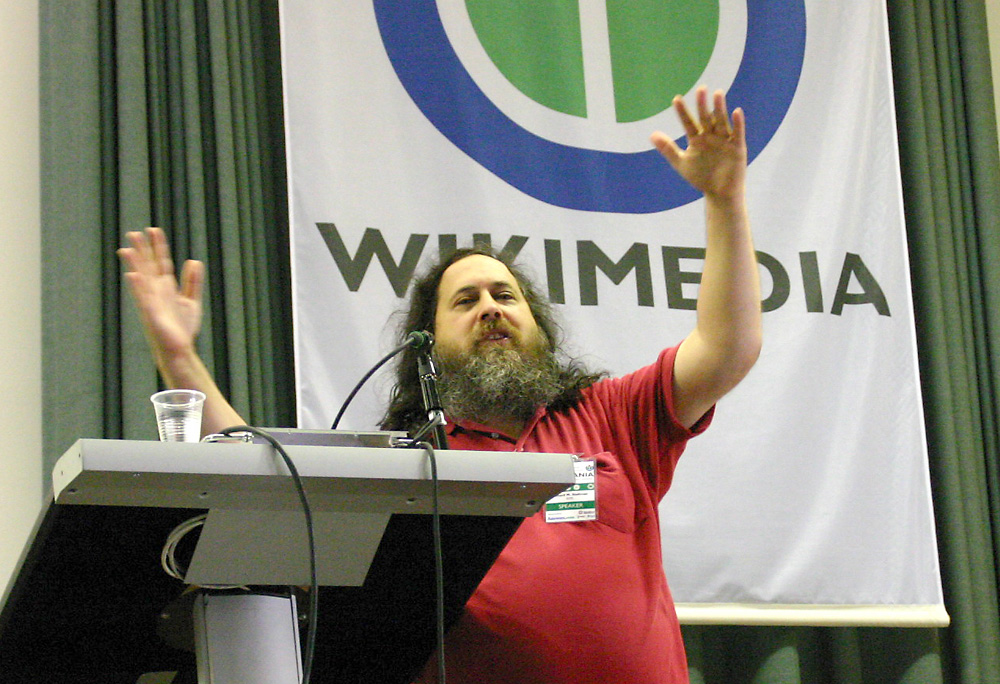
"Hoort toe, mijn medemensen! De tijd is gekomen! Gezamenlijk zullen wij de onderdrukking door software met eigendomsrecht verpletteren en de mensheid bevrijden uit de kwade klauwen van verdorven ondernemingen!" - Richard Stallman houdt een toespraak over "Copyright en Samenleving" tijdens Wikimania 2005

### Auteursrecht, octrooien en handelsmerken
Stallman hecht grote waarde aan de keuze van termen waarin over deze onderwerpen wordt gesproken. Hij is bijvoorbeeld van mening dat de term "intellectueel eigendom", een verzamelnaam voor auteursrechten, octrooien en handelsmerken, bewust gekozen is om een heldere discussie over dit onderwerp te saboteren, juist doordat hiermee verwante maar duidelijk verschillende juridische begrippen op een hoop worden geveegd, en er een vooronderstelling van "eigendom" in opgesloten ligt die niet zonder meer gerechtvaardigd is:
"De term intellectueel eigendom is hooguit een vergaarbak om onvergelijkbare wetten onder een noemer te plaatsen. Niet-juristen die de term op deze wetten horen toepassen neigen te denken dat ze op een gemeenschappelijk principe zijn gestoeld en vergelijkbaar werken.
Niets is minder waar. Deze wetten zijn apart ontstaan, hebben een verschillende ontwikkeling doorlopen, betreffen verschillende activiteiten, hebben verschillende regels en geven aanleiding tot verschillende openbare beleidskwesties.
Het auteursrecht is bedoeld om het schrijverschap en de kunsten te bevorderen en betreft de details van de uitdrukking van een werk. Het octrooirecht is bedoeld om het openbaar maken van nuttige ideeën te bevorderen, met als prijs het toekennen van een tijdelijk monopolie aan de openbaarmaker - wat billijk kan zijn op het ene gebied zonder dat het dat op een ander ook is.
Handelsmerken, daarentegen, zijn nooit bedoeld geweest om enige vorm van handel te bevorderen, maar alleen om kopers te informeren over wat ze kopen."

### Propriëtaire software en de LGPL
Stallmans rigide opvattingen over vrije software ondervinden echter ook nadelen als het gaat om zogenaamde propriëtaire software. In bijzondere gevallen kan het noodzakelijk zijn om vrije software te laten gebruiken door of te combineren met propriëtaire software. Daarom werd tevens de LGPL ontwikkeld (voorheen de 'Library GPL'; tegenwoordig Lesser GPL genaamd). De LGPL is een afgezwakte vorm van de GPL-licentie voor vrije software met betrekking op software-onderdelen, de zogenaamde 'bibliotheken' (Engels: library), waarbij het wél mogelijk is om de software die eronder valt, te koppelen aan propriëtaire software - dit in tegenstelling tot de GPL.

### Het GNU-systeem en Linux
In 1992 publiceerde Linus Torvalds de broncode van zijn Linuxkernel, onder de voorwaarden van de GNU General Public License. Doordat de Linuxkernel ontwikkeld was met software uit het GNU-project, en deze ook nodig had om een werkend besturingssysteem te kunnen vormen, is met de publicatie tevens het eerste GNU-besturingssysteem ontstaan, dat door Stallman (en de FSF) steevast GNU/Linux wordt genoemd, maar door veel anderen met alleen 'Linux' wordt aangeduid. Stallman stelt dat de term "GNU/Linux", dat hij uitspreekt als "GNU Slash Linux" of "GNU Plus Linux", gebruikt moet worden om te refereren aan het besturingssysteem dat in het leven geroepen werd door het combineren van het GNU-systeem en de Linux-kernel.
Hij stelt dat de samenhang tussen de filosofie van het GNU-project en de software ervan verbroken wordt als mensen refereren aan deze combinatie met enkel "Linux". In een documentaire, Revolution OS, becommentarieert Linus Torvalds dat hij begrip er voor heeft waarom deze conventie van naamgeving door sommigen wordt vereist, maar hij voegt eraan toe dat blindweg te refereren aan ieder op Linux-gebaseerd besturingssysteem met 'GNU/Linux' "gewoon belachelijk" is. Torvalds wordt ook aangehaald gezegd te hebben: "Denk aan Richard Stallman als de grote filosoof en denk aan mij als de ingenieur."

## Kritiek
Veel mensen omschrijven Stallman als extreem moeilijk om mee te werken. Rond 1992 kregen ontwikkelaars van Lucid Inc. die hun werk deden aan Emacs een dispuut met Stallman en scheidden zich van de ontwikkeling van Emacs af door XEmacs, een afgeleide, in het leven te roepen; een door Jamie Zawinski gepubliceerd e-mail-archief geeft de kritieken van hen weer en Stallmans antwoord daarop. Ulrich Drepper publiceerde klachten over Stallman in de noten van de uitgave van glibc 2.2.4, waarin hij Stallman beschuldigt van een "vijandige overname" van het project, aan hem refererend als een "controlefreak en tekeergaande maniak". Eric S. Raymond, die soms het woord voert voor delen van de open source-beweging, heeft vele stukken geschreven waarin hij de onenigheid tussen Stallman en de beweging voor vrije software ontvouwt, vaak met kritische kanttekeningen richting Stallman.

## Erkenning
De verdiensten van Richard Stallman worden algemeen herkend en erkend. Alhoewel hij nooit zijn doctoraat heeft afgerond en behaald, heeft hij diverse titels en eredoctoraten ontvangen, waaronder:
- 1990: "Broederschap van MacArthur"
- 1991: "Grace Murray Hopper"-onderscheiding van de Association for Computing Machinery:

"Voor pionierswerk in de ontwikkeling van ... EMACS"
- 1996: Eredoctoraat van het Zweeds Koninklijk Technologisch Instituut
- 1998: EFF Pioneer-onderscheiding van de Electronic Frontier Foundation (EFF)
- 1999: "Yuri Rubinsky Herdenking"-onderscheiding
- 2001: Eredoctoraat van de Universiteit van Glasgow
- 2001: De techno-ondernemerschapsprijs van Takeda voor sociaal-economisch welzijn
- 2002: Lidmaatschap van de Amerikaanse National Academy of Engineering
- 2003: Eredoctoraat in de derde graad van de Vrije Universiteit Brussel
- 2004: Eredoctoraat in de vierde graad van de Universiteit van Salta.
- 2004: Ere-hoogleraarschap van de Peruaanse nationale Universiteit voor Ingenieurs

In 2013 werd Stallman door de Internet Society geëerd voor zijn bijdrage aan het Internet door opgenomen te worden in de Internet Hall of Fame.

## Toespraken
Begin jaren van 1990 heeft Stallman veel tijd gestoken in politiek campagnevoeren. Zijn toespraken geven dit weer. De drie presentaties die hij het meest houdt zijn Het GNU-project en Samenleving in het tijdperk van computernetwerken, De gevaren van Softwarepatenten en Copyright en Samenleving in het tijdperk van computernetwerken. In 2006 heeft hij daar een vierde toespraak aan toegevoegd waarin versie 3 van de GNU General Public License uitgelegd wordt. Hij heeft verder talloze openingstoespraken gehouden van conferenties, waaronder de eerste Wikimania, bijna alle FOSDEM-conferenties en LinuxTag.